# Pippin II. (Aquitanien)
Pippin II. (* wohl 823; † nach 864 in Senlis) folgte im Jahr 845 Karl dem Kahlen als König von Aquitanien. Er ist nicht zu verwechseln mit seinem Ahnen Pippin II. dem Mittleren († 714).

## Leben
Pippin II. war ältester Sohn König Pippins I. von Aquitanien und der Ringart von Madrie, Tochter des Grafen Theudbert von Madrie.
Der Streit mit Karl dem Kahlen um die Herrschaft in Aquitanien endete für Pippin in der Absetzung 848 und kulminierte 852 in der Klosterhaft in Saint-Médard in Soissons. Es gelang Pippin zwar 854, aus der Haft zu entkommen und im Bündnis mit den Loire-Normannen Teile der aquitanischen Herrschaft zurückzugewinnen; im Jahr 864 wurde er jedoch in Senlis endgültig in Klosterhaft genommen, wo er auch starb.